# 朴英哲
朴英哲（1954年4月14日—）是一名韩国男子柔道运动员。他在1976年蒙特利尔夏季奥林匹克运动会中，参加了男子柔道比赛并获得中量级铜牌。